# Vespertine World Tour
Vespertine World Tour – czwarta trasa koncertowa Björk, w jej trakcie odbyły się trzydzieści cztery koncerty.

## Setlista
1. „Frosti”
2. „Overture”
3. „All is Full of Love”
4. „Aurora”
5. „Undo”
6. „Unravel”
7. „I’ve Seen it All”
8. „An Echo, A Stain”
9. „Generous Palmstroke”
10. „Hidden Place”
11. „Cocoon”
12. „Unison”
13. „Harm of Will”
14. „It’s Not Up To You”
15. „Pagan Poetry”
16. „Possibly Maybe”
17. „Isobel”
18. „Hyperballad”
19. „Human Behaviour”
20. „Joga”
21. „It’s In Our Hands”
22. „You’ve Been Flirting Again”
23. „Army of Me”
24. „Bacherolette”
25. „Play Dead”
26. „Venus as a Boy”
27. „The Anchor Song”
28. „Who Is It”
29. „Pagan Poetry”
30. „Aurora”
31. „Gotham Lullaby” (cover Mereditha Monka)

## Daty występów promocyjnych
1. 18 sierpnia 2001 – Top of the Pops
2. 4 września 2001 – Late Show with David Letterman
3. 19 października 2001 – The Tonight Show with Jay Leno
4. 14 stycznia 2002 – NEWS23
5. 26 lutego 2002 – Johnny Vaughan Tonight
6. 2 marca 2002 – Jonathan Ross Show
7. 6 marca 2002 – Die Harald Schmidt Show
8. 9 marca 2002 – Victoires de la Musique
9. 22 marca 2002 – Top of the Pops
10. 28 maja 2002 – Music Planet 2Nite

## Lista koncertów
1. 18 sierpnia 2001 – Paryż, Francja – Le Grand Rex
2. 20 sierpnia 2001 – Paryż, Francja – Le Grand Rex
3. 23 sierpnia 2001 – Paryż, Francja – Sainte-Chapelle
4. 25 sierpnia 2001 – Paryż, Francja – Sainte-Chapelle
5. 29 sierpnia 2001 – Londyn, Anglia – plac św. Johna Smitha
6. 6 września 2001 – New York City, Nowy Jork, USA – Riverside Church
7. 11 września 2001 – Stuttgart, Niemcy – Liederhalle-Hegel-Saal
8. 13 września 2001 – Lozanna, Szwajcaria – Salle Métropole
9. 15 września 2001 – Lozanna, Szwajcaria – Salle Métropole
10. 18 września 2001 – Frankfurt, Niemcy – Alte Oper
11. 21 września 2001 – Roubaix, Francja – Coliseé
12. 23 września 2001 – Londyn, Anglia – London Coliseum
13. 26 września 2001 – Bruksela, Belgia – Le Botanique
14. 29 września 2001 – Amsterdam, Holandia – Muziektheater
15. 4 października 2001 – New York City, Nowy Jork, USA – Radio City Music Hall
16. 5 października 2001 – New York City, Nowy Jork, USA – Radio City Music Hall
17. 8 października 2001 – Toronto, Kanada – Hummingbird Centre
18. 12 października 2001 – Boston, Massachusetts, USA – Wang Center
19. 14 października 2001 – Chicago, Illinois, USA – Civic Opera House
20. 17 października 2001 – Oakland, Kalifornia, USA – Paramount Theatre
21. 22 października 2001 – Los Angeles, Kalifornia, USA – Dorothy Chandler Pavillion
22. 1 listopada 2001 – Paryż, Francja – Théâtre des Champs-Élysées
23. 4 listopada 2001 – Barcelona, Hiszpania – Gran Theatre del Liceu
24. 8 listopada 2001 – Parma, Włochy – Teatro Regio
25. 10 listopada 2001 – Rzym, Włochy – Teatro dell'Opera di Roma
26. 13 listopada 2001 – Kolonia, Niemcy – Cologne Opera
27. 15 listopada 2001 – Berlin, Niemcy – Deutsche Oper
28. 18 listopada 2001 – Lyon, Francja – Auditorium Maurice-Ravel
29. 2 grudnia 2001 – Tokio, Japonia – Hitomi Kinen Kōdō
30. 5 grudnia 2001 – Tokio, Japonia – Bunkamura Orchard Hall
31. 7 grudnia 2001 – Tokio, Japonia – Tokyo International Forum
32. 16 grudnia 2001 – Londyn, Anglia – Royal Opera House
33. 19 grudnia 2001 – Reykjavik, Islandia – Laugardshöll
34. 21 grudnia 2001 – Reykjavik, Islandia – Háskólabíó